# 조일환 (1938년)
조일환(曺一煥, 1938년~2009년 7월 13일)은 김두한의 후계자이다. 

## 생애
전북 부안에서 태어나 열일곱살이 되던 해방 전후 충남 천안 지역 주먹계를 평정한 뒤 1974년 육영수 저격 사건 당시 일본의 사죄를 요구하며 천안 시내 유관순 동상 앞에서 새끼손가락을 잘라 항의한 바 있다. 2005년 3월에는 일본 고이즈미 준이치로 수상의 망언과 신사참배, 역사 교과서 왜곡 중단 반성을 촉구하며 조씨의 아내와 아들이 손가락을 절단했다.  세상을 떠나기 직전에는 기독교에 귀의했다. 이후 2009년 7월 13일에 사망하였다.
신장: 178cm
몸무게: 120kg
별명: 천안곰
가족: 부인 박경자, 슬하 3남1녀

## 같이 보기
- 김두한
- 이정재
- 박정희
- 제3공화국
- 제5공화국
- 조양은
- 전두환
- 삼청교육대